# 帕尔米里大屠杀
帕尔米里大屠杀是第二次世界大战期间纳粹德国军队在波兰帕尔米里村附近进行的一系列大规模处决的总称。行刑地点位于华沙西北部帕尔米里村附近坎皮诺斯森林的林间空地中。
1939年12月至1941年7月期间，超过1700名波兰人和犹太人——大部分是华沙帕夫亚科监狱的囚犯——被党卫队和秩序警察在帕尔米里附近的森林空地中处决。其中记录最为全面的屠杀事件发生在1940年6月20日至21日，当时有358名政治、文化和社会领域的波兰精英在单一一次行动中被杀害。
帕尔米里是纳粹德国在波兰犯下的最为臭名昭著的罪行之一，也是波兰历史上最为骇人听闻的大规模杀戮行动之一。帕尔米里大屠杀和卡廷大屠杀已成为第二次世界大战期间波兰知识分子殉难的象征。

## 序幕

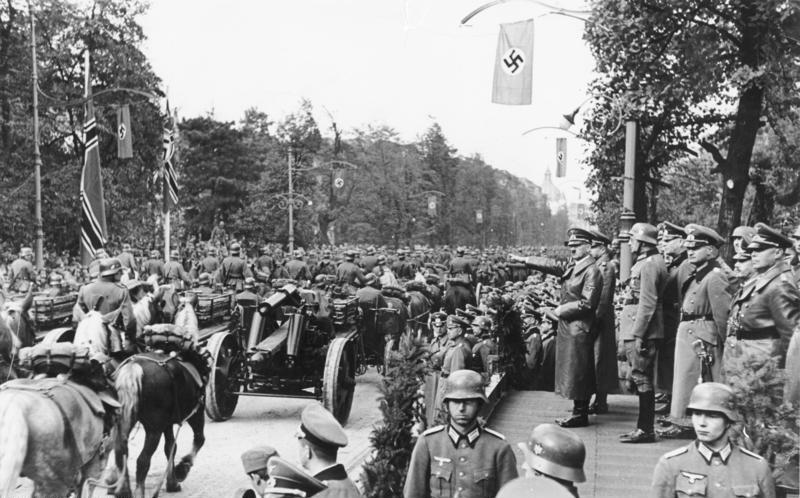
阿道夫·希特勒参加在华沙举行的国防军胜利大游行。摄于1939年10月5日

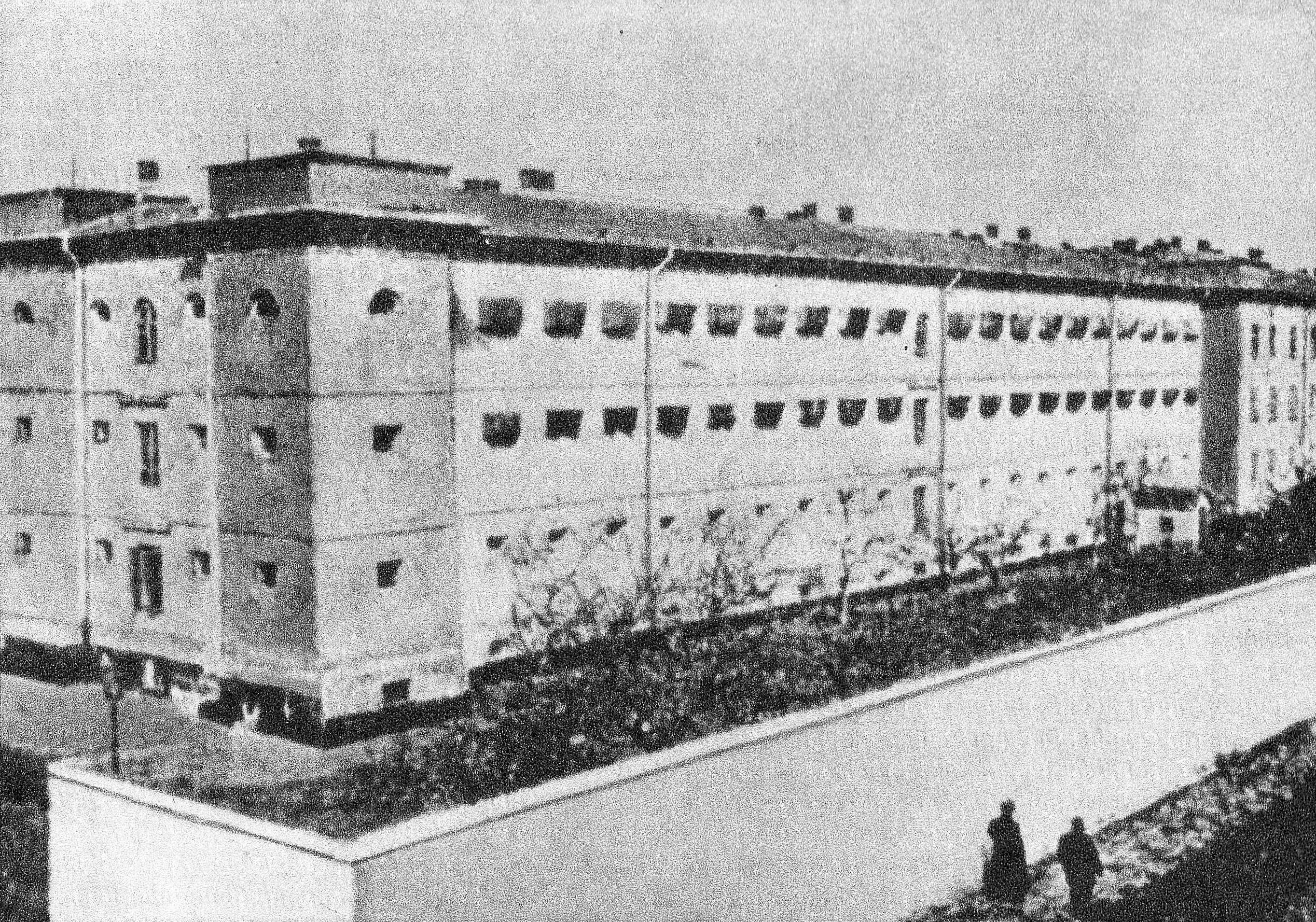
华沙的帕夫亚科监狱

纳粹领导人认为华沙是他们征服波兰民族的最大障碍之一。在纳粹入侵波兰之后，华沙沦为新成立的波兰总督府的省会城市；然而它仍然是波兰文化生活的中心。由于华沙是波兰地下国的最高指挥部所在地，该市很快成为波兰人对德国占领的武装和政治抵抗的据点。1943年12月14日，总督汉斯·法郎克在日记中指出：
这个国家有一个地方是我们所有不幸的来源——华沙。 如果没有华沙，我们现在面对的麻烦中有五分之四将不复存在。华沙是所有骚乱的焦点，这里滋生的不满情绪在整个国家蔓延。
1939年9月28日，波兰首都向国防军投降，三天后党卫队旅队长洛塔尔·贝特尔率领别动队第四队进驻该市。别动队员立即在公共和私人建筑物中展开搜索与大规模逮捕。1939年10月8日，大约354名波兰教师和天主教神父被拘留，因为占领当局认为他们“充满波兰沙文主义”，且对公共秩序“造成了巨大危险”。不久之后，华沙的各个监狱和拘留中心人满为患，囚犯被关押在帕夫亚科监狱、莫科图夫监狱、丹尼沃维卓夫斯卡街（Daniłowiczowska）上的中央拘留中心、乃至舒察大道（Szucha）25号的盖世太保总部的地窖里。许多囚犯被驱逐到纳粹集中营，还有许多人被杀害了。
在德国占领的最初几个月，来自华沙的政治犯在维耶斯卡街（Wiejska）波兰众议院建筑群后面的“议会花园”（ogrody sejmowe）被秘密处决。1939年10月至1940年4月期间，有数百人在这个地方被杀害。然而纳粹德国警方很快意识到，如果他们是在一个大城市的中心执行处决的话，他们将无法保证处决的秘密性。当局由此决定大规模处决将在改在坎皮诺斯森林中的小空地行刑。刑场位于帕尔米里和波尼耶察村（Pociecha）附近，华沙西北方约30公里处。

## 作案手法

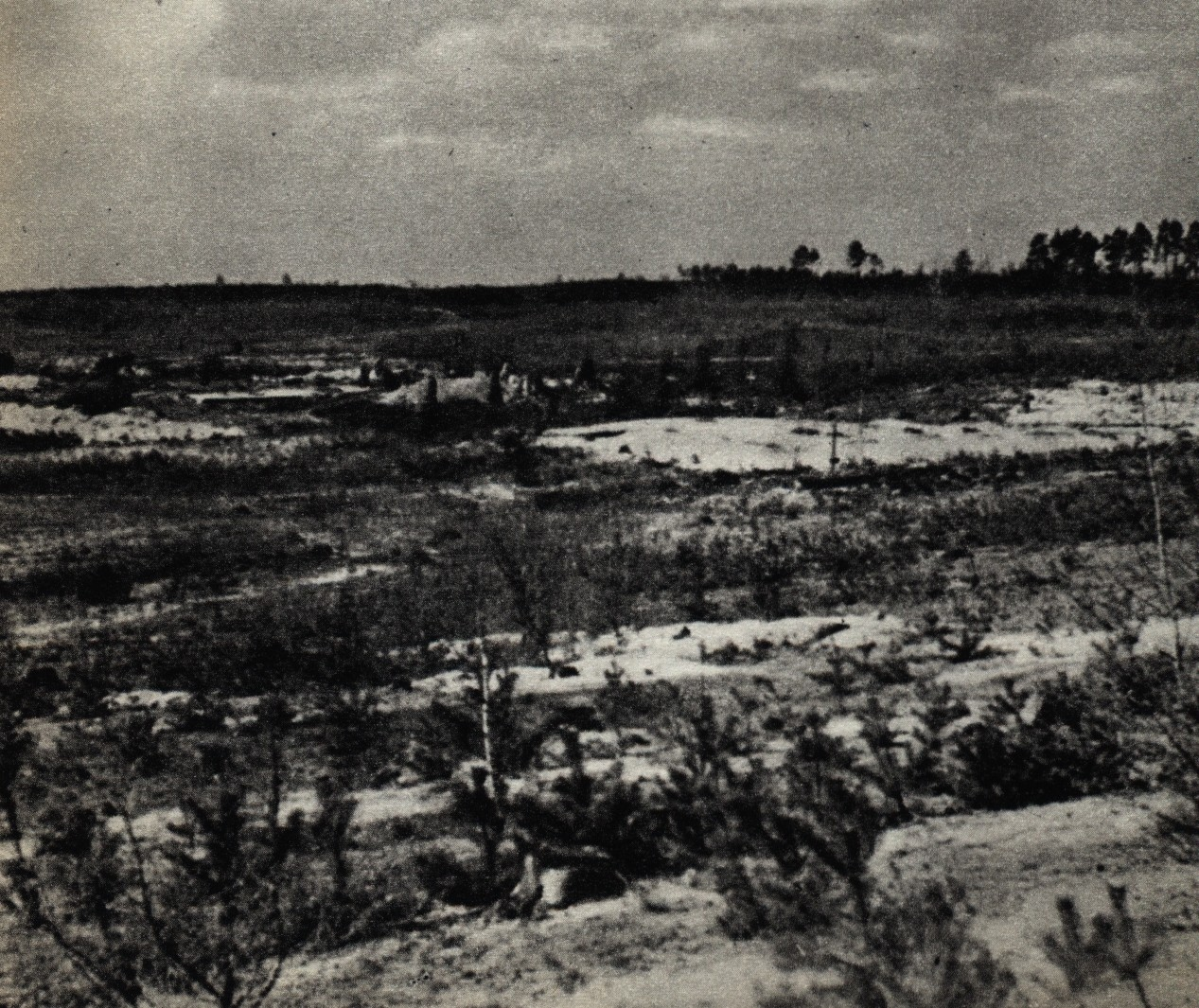
帕尔米里附近的“死亡林地”。拍摄于战后

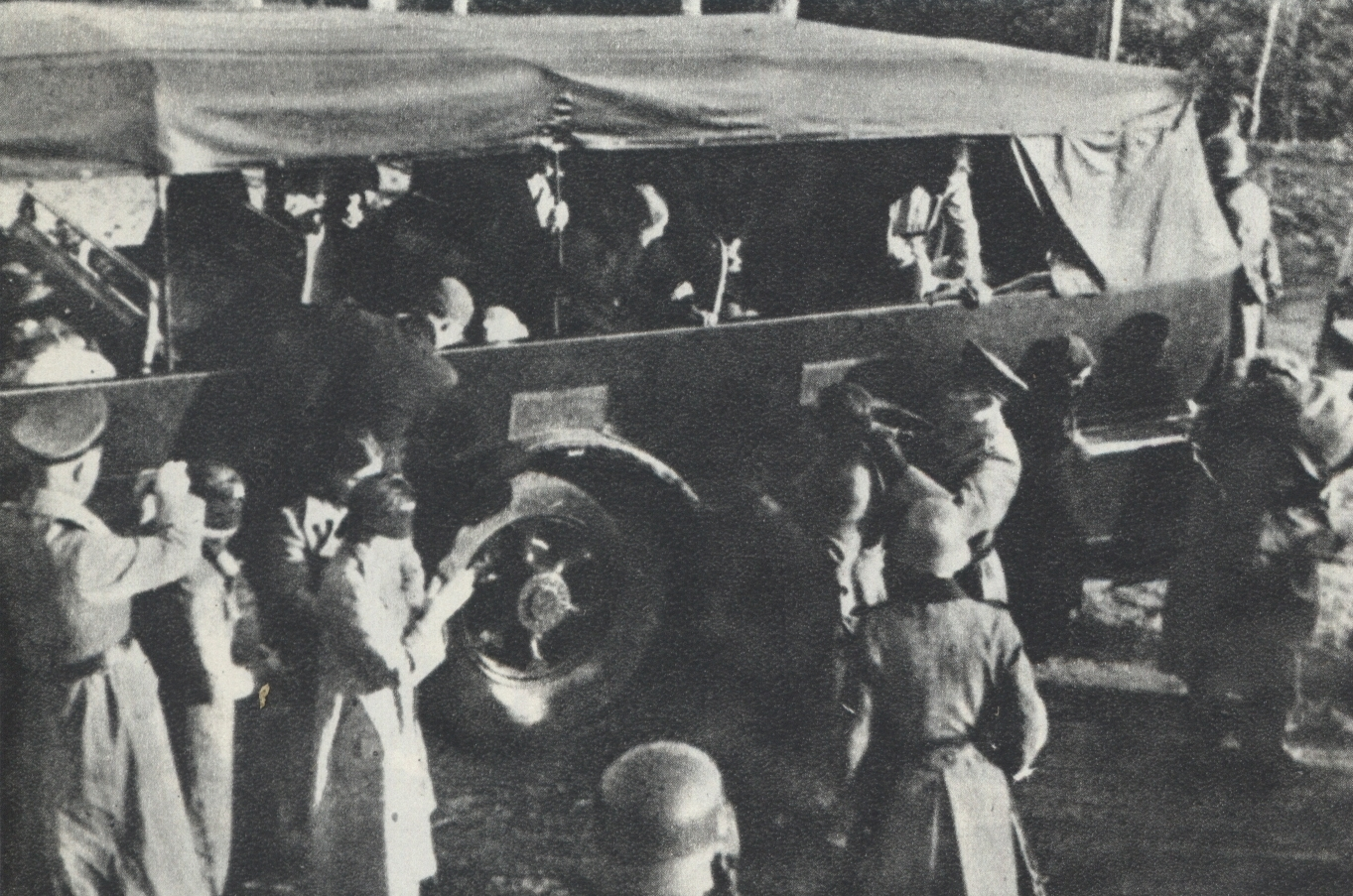
囚犯在被处决前先被蒙上眼睛

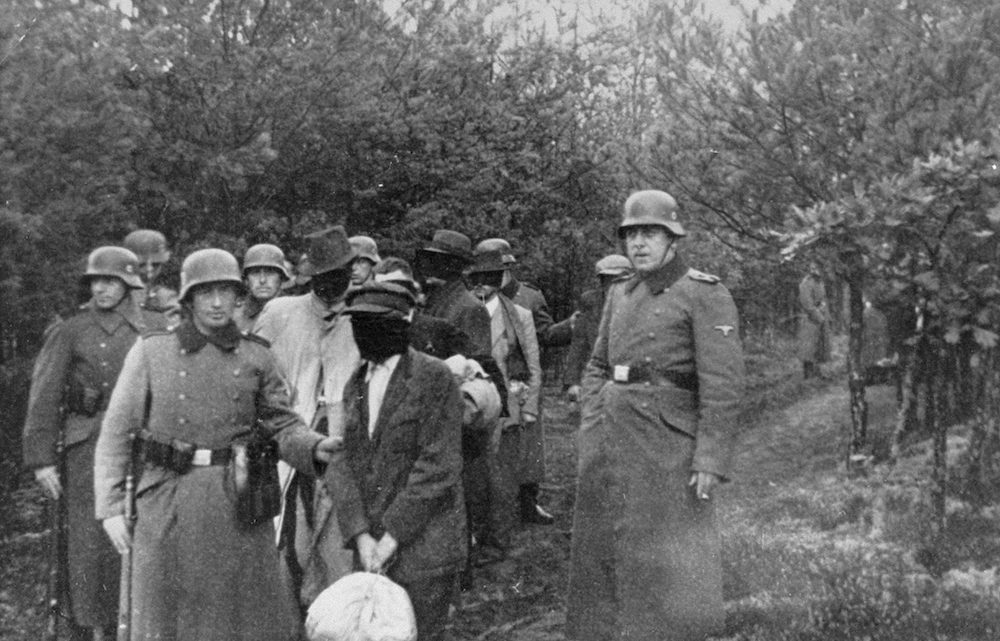
受害者及其刽子手

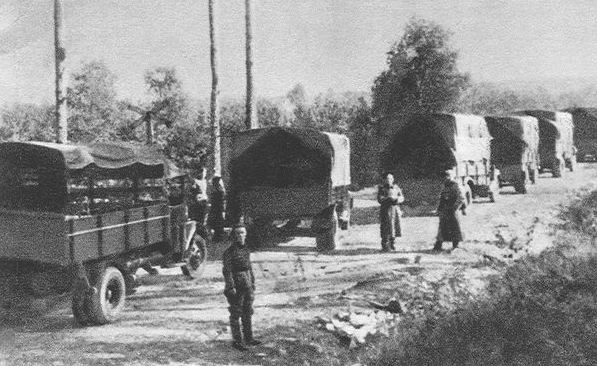
在帕尔米里行刑后，空载的死刑运输车返回华沙

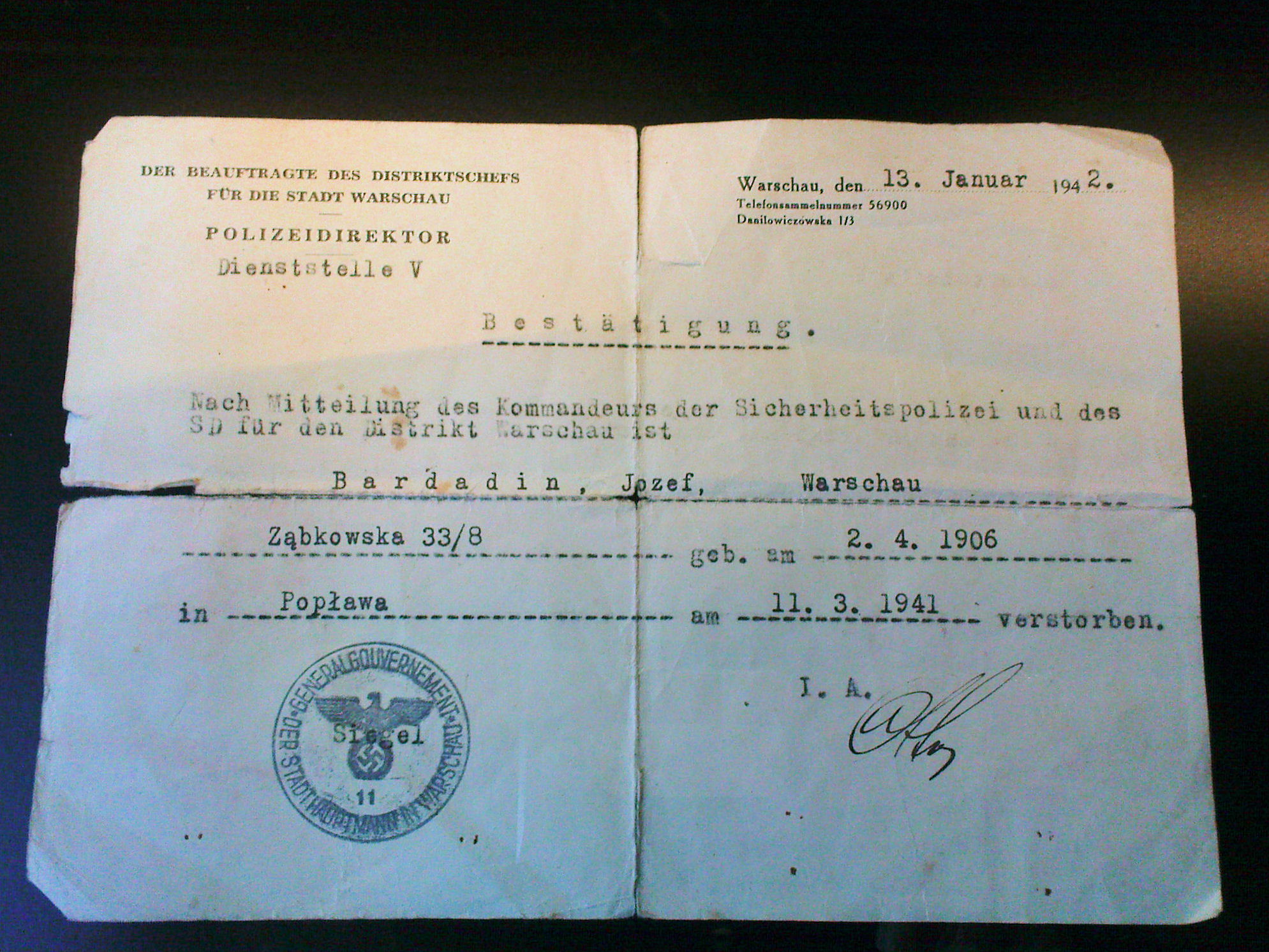
纳粹当局向一名受害者的家属发出的官方死亡通知

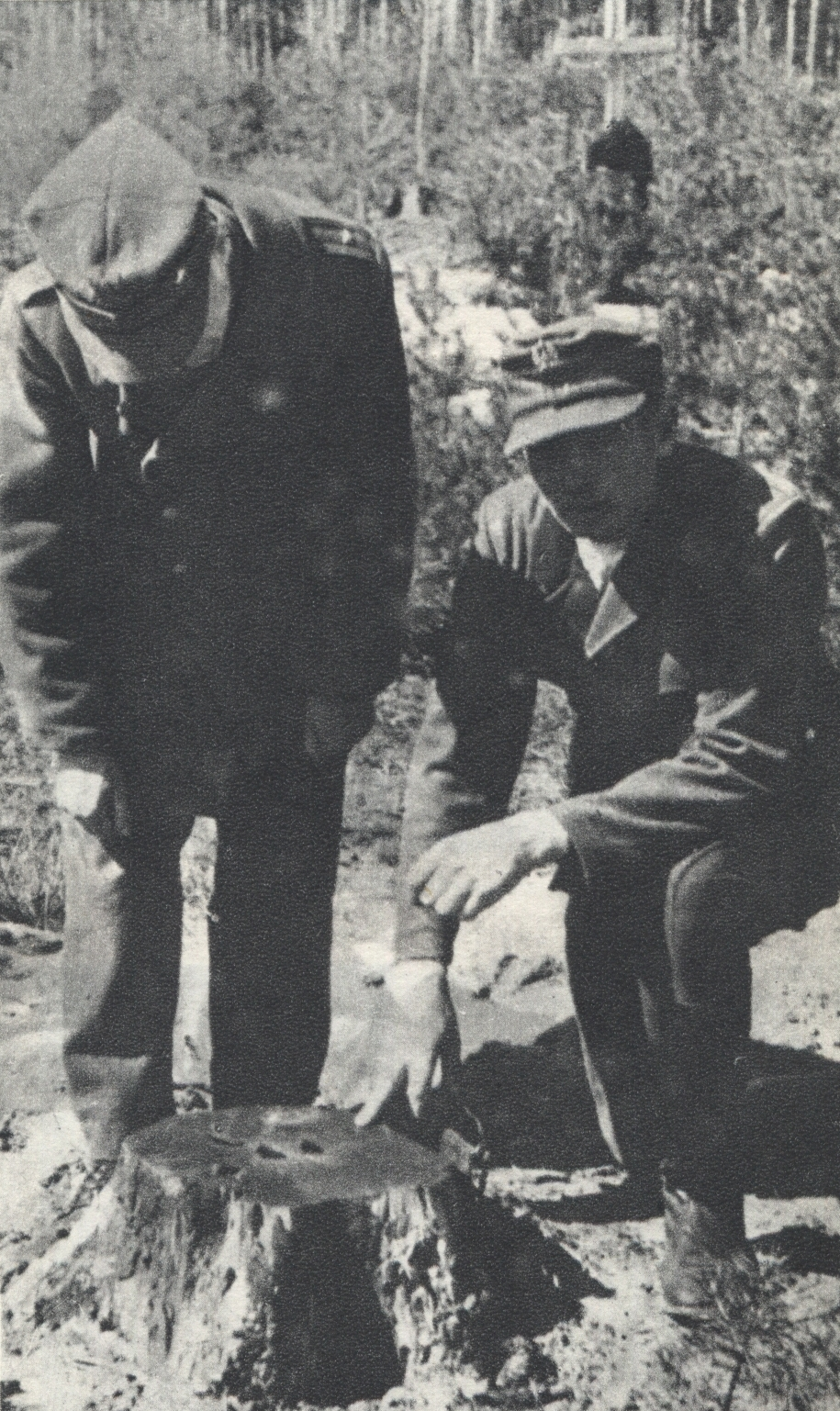
护林员亚当·赫班斯基（Adam Herbański，图右）与华沙纳粹罪行调查委员会主席斯坦尼斯瓦夫·普沃斯基（Stanisław Płoski）。战争期间，赫班斯基和他的手下躲过纳粹监视，秘密标记了林间空地中乱葬坑的位置，为战后搜寻屠杀遇难者起到了关键作用

帕尔米里刑场的处决由秩序警察的成员或驻扎在华沙的党卫队骑兵团执行。行刑由盖世太保军官监督，其领导为华沙党卫队保安处和安全警察司令，党卫队旗队长约瑟夫·迈辛格尔 。
帕尔米里的所有大规模处决都经过了谨慎的准备。埋葬受害者的乱葬坑总是在计划的行刑日之前几天才开始挖掘。挖掘通常是由驻扎在沃姆纳的国家劳役团部队完成的，或者由帕尔米里附近驻扎的希特勒青年团成员实施。在大多数情况下，乱葬坑被挖成壕沟形，超过30米长，2.5-3米深。对于人数较少的囚犯群体或对个别人的处决，准备的坟墓呈不规则形状，类似天然滑坡或爆炸坑。用于行刑的林间空地很快就经树木砍伐而扩大了。在处决实施的当天，波兰林业工人总会得到一天的休假。与此同时，德国警方对林间空地和周围森林密集巡逻。
受害者经卡车运到处决地点。这些受害者通常来自帕夫亚科监狱，少数来自莫科图夫监狱。党卫队士兵会试图说服这些囚犯，宣称当局将把他们转移到另一所监狱或集中营。因此，死刑运输队通常在黄昏时组建，且允许囚犯随身携带财物。有些时候，囚犯在出发前得到了额外的食物配给，还从监狱的保管处收回了他们的文件。这一套手段起初非常有效，以至于囚犯们不知道等待他们的命运。当帕尔米里的事件真相传遍华沙后，一些受害者试图从卡车上向外扔短信或小物件，希望通过这种方式向家人告知自己的下落。战后挖掘出一些尸体上带有写着“在帕尔米里处决”的卡片；这些卡片是受害者在他们遇害之前不久写成的。
在林间空地，囚犯的包裹被没收，但他们被允许保留自己的文件和小物品。犹太人可以保留他们的黄色徽章 ，在帕夫亚科的医务室工作的人可以保留他们的红十字标志。有时，囚犯的双手被绑，双眼被蒙上。纳粹分子随即将受害者带到乱葬坑的边缘，并用机枪射杀。有时受害者被迫在背后撑上一根长杆或一架梯子。后来这种支撑被降低了，这样尸体可以均匀成层落入坑中。战后的挖掘证明有些受伤的受害者遭到活埋。党卫队和秩序警察成员拍摄了处决，直到1940年5月3日迈辛格尔下达禁令为止。处决完毕后，纳粹分子将坟墓填满，铺满青苔和针叶，然后种上松树苗。纳粹当局随即告知受害者的家属，他们的亲人“死于自然原因”。
尽管做了各种努力，但纳粹仍未能将屠杀保密。当地的波兰居民——特别是林业工人，以及帕尔米里和波尼耶察的居民——有很多机会看到死刑运输队，以及听到枪声。当地居民还多次看到成群的罪犯被带到处决地点。护林员亚当·赫班斯基（Adam Herbański）及其波兰森林服务机构的下属帮助揭示了帕尔米里大屠杀的真相。他们冒着生命危险，在处决后（通常是在夜间）进入林间空地，秘密地标记出乱葬坑。此外，武装斗争联盟的成员偷走了几张由帕尔米里的刽子手拍摄的照片。

## 帕尔米里大屠杀的时间表

### 最早的处决
帕尔米里林地最早的处决可能发生在1939年12月7日和8日，两次事件各有70人和80人被杀害。根据守卫附近弹药库的国防军士兵的说法，所有受害者都是犹太人。然而该信息无法确认。
下一次处决发生于1939年12月14日，46人被枪杀。其中一些受害者来自普鲁斯科夫，包括波兰教师斯坦尼斯瓦夫·卡尔巴什伊克（Stanisław Kalbarczyk）和两名身份不明的女性。

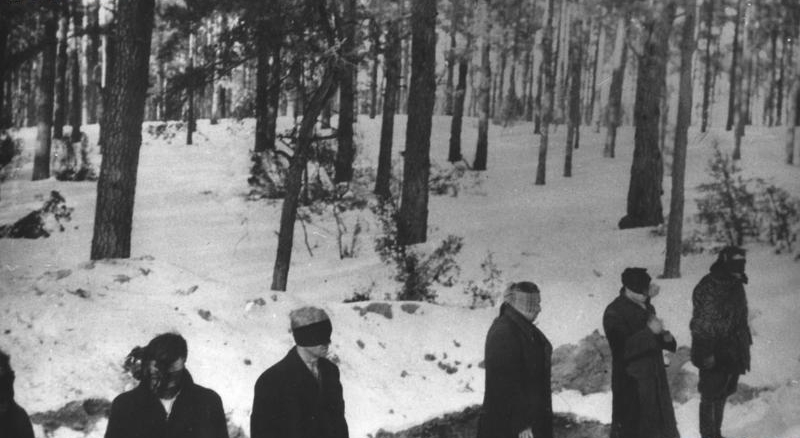
帕尔米里的大规模处决

目前我们只能部分了解帕尔米里1939年最后一次大规模处决的情况。然而，根据波兰国家记忆研究院历史学家玛丽亚·瓦尔津斯卡（Maria Wardzyńska）的说法，至少有70人在1939年底之前在帕尔米里被秘密处决。
1940年1月至2月，盖世太保渗透并粉碎了“波兰人民独立行动”地下组织（Polska Ludowa Akcja Niepodległościowa）。1月14日，该组织的指挥官卡齐米日·安德烈·科特（Kazimierz Andrzej Kott）从位于舒察大道25号的盖世太保总部逃脱。不久之后，华沙有数百人被捕，其中包括255名犹太知识分子。1月21日，大约80名人质（包括两名妇女）在帕尔米里被处决。受害者中包括前议员马切利·诺瓦科夫斯基神父（Marceli Nowakowski，华沙至圣救世主教堂牧师）以及36名犹太人，如律师路德维克·迪岑浩斯（Ludwik Dyzenhaus）、牙医弗兰奇谢科·施图姆（Franciszek Sturm）和国际象棋大师大卫·普谢皮乌卡等。在科特越狱之后被捕的另外118人大多数是犹太人，可能在1940年初在帕尔米里遇害。
根据玛丽亚·瓦尔津斯卡的说法，1940年1月约有40名扎克羅奇姆市居民在帕尔米里被处决，其中包括市长塔德乌什·亨兹里什（Tadeusz Henzlich）。
帕尔米里的下一次大规模处决发生于1940年2月26日。为了报复两天前莱吉奥诺沃的德国市长被不明身份的刺客暗杀的事件，大约190人（含六名妇女）在“死亡林地”被杀害。这次处决的大多数的受害者来自莱吉奥诺沃及周边地区。
1940年3月28日晚，德国警察进入地下组织“狼队” （Wilki）指挥官尤泽夫·布鲁克纳（Józef Bruckner）在华沙索斯诺瓦街的密谋公寓。布鲁克纳和他的助手向警察开火；经过短暂的战斗，布鲁克纳一行人逃离了大楼。为了报复，德国人逮捕了住在公寓楼里的34名波兰男子 (17岁至60岁不等），于1940年4月23日在帕尔米里全数杀害。
1940年4月2日，帕夫亚科和莫科图夫监狱的大约100名囚犯在帕尔米里遇害。这次处决是为了报复两名德国士兵在华沙被暗杀的事件。受害者包括扬·克拉夫茨克牧师（Jan Krawczyk，神学家， 維拉諾夫天主教教区牧师），博古米乌·马尔热茨（Bogumił Marzec，律师），斯特凡·纳皮尔斯基（Stefan Napierski，文学评论家， 《Ateneum》文学月刊编辑），博丹·奥芬博格（Bohdan Offenberg，劳工基金副主任），日比格涅夫·拉维奇-托瓦卢戈（Zbigniew Rawicz-Twaróg，波兰陆军上尉），雅茨克·施威明（Jacek Szwemin，建筑师），以及27名女性。
根据波兰历史学家的说法，从1939年12月到1940年4月，有700到900人在帕尔米里被处决。 

### AB行动

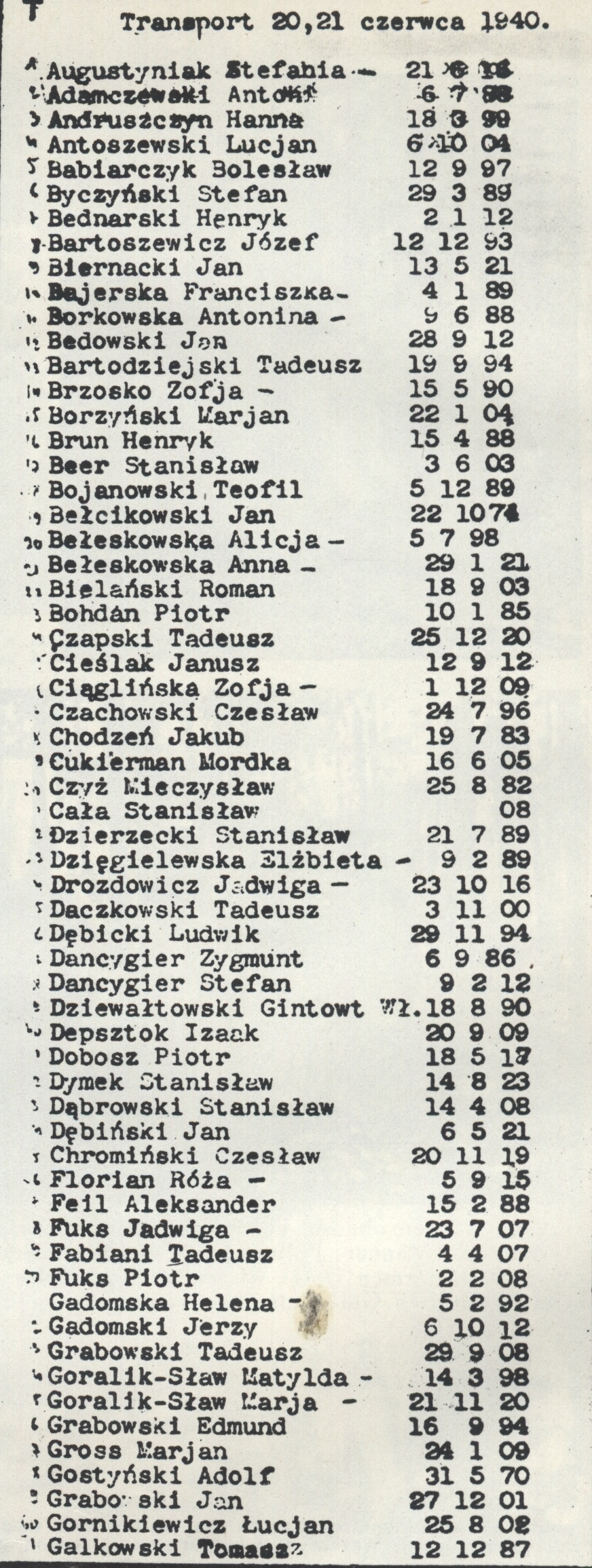
波兰女卫兵雅尼娜·格鲁什科娃（Janina Gruszkowa，波兰抵抗运动成员）从帕夫亚科偷出的秘密名单。名单包含了多名在1940年6月20日至21日于帕尔米里处决的波兰政治犯的名字

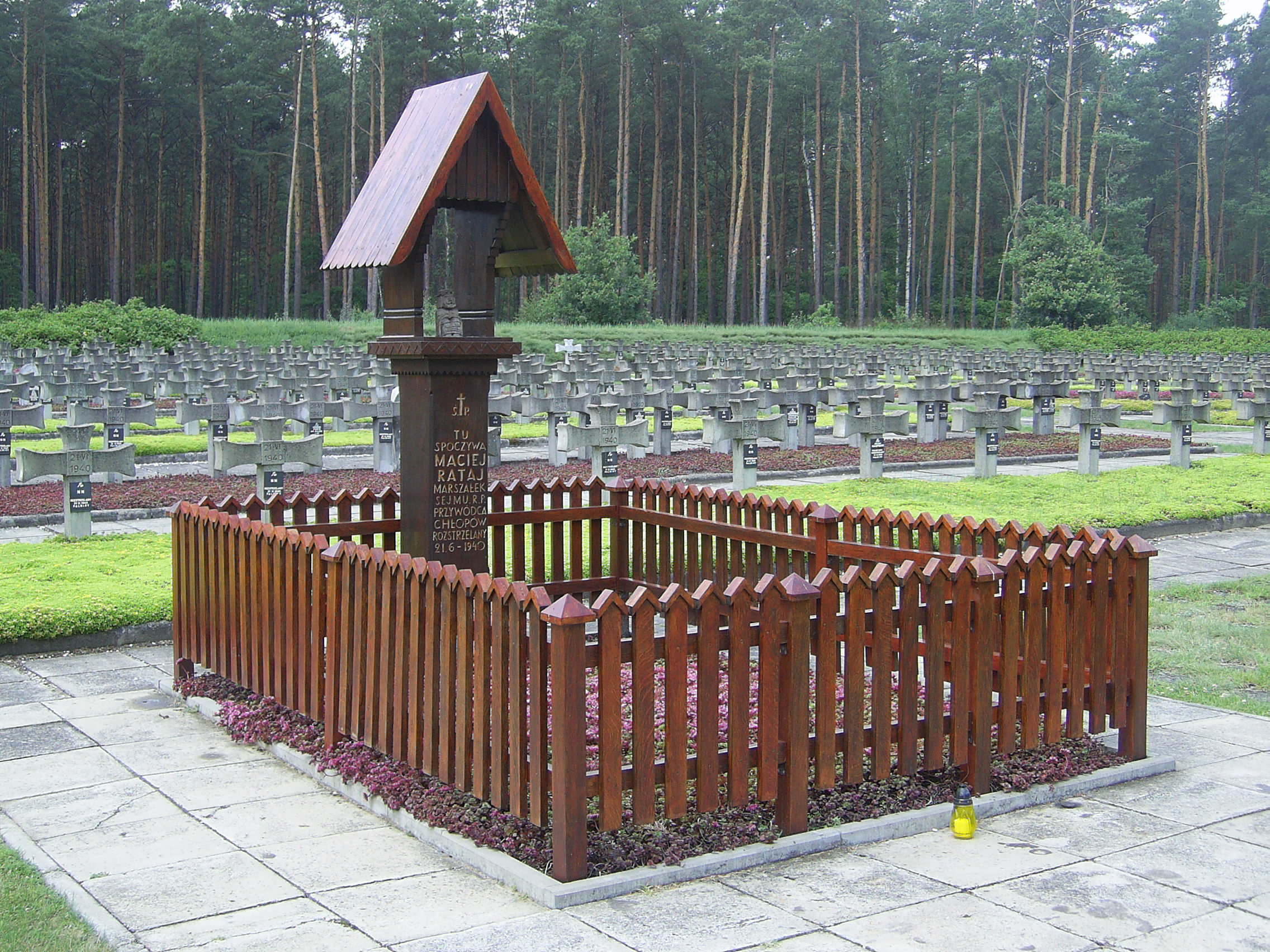
帕尔米里公墓中的马切伊·拉塔伊墓

1940年春，波兰总督府的纳粹党和党卫队当局最高层决定实施一项广泛的警察行动，旨在消灭波兰的政治、文化和社会精英。纳粹大规模杀害波兰政客、知识分子、艺术家、社会活动家、以及涉嫌潜在反纳粹活动的人。纳粹将其作为先发制人的措施，从而防止波兰人抵抗运动的联合，并防止波兰人在计划中的德国入侵法国期间起义。这一行动被赋予代号“AB行动”（Außerordentliche Befriedungsaktion 的简写）。行动于1940年5月至7月正式实施，夺走了至少6500人的生命。
1940年3月底，华沙及周边城市居民遭到了一系列逮捕行动。在接下来的两个月里，数百名波兰知识分子和战前政府的政客被拘留并被关押在帕夫亚科监狱。4月20日，盖世太保在华沙律师协会大楼内逮捕了42名波兰律师。5月10日，占领当局拘留了十几名无视德国禁令在五三宪法日关闭学校的校长。随着AB行动的开展，帕尔米里的处决次数和频率都有所增加。
AB行动期间帕尔米里的第一次大规模处决发生在1940年6月14日。当天约有20人被杀害，其中包括波兰历史学家卡罗尔·德列夫诺夫斯基（Karol Drewnowski）和他的儿子安德烈（Andrzej）。
1940年6月20日至21日发生了记录最为详细的大屠杀事件，当时有358名囚犯分三次从帕夫亚科运送到帕尔米里附近的处决地点。受害者包括：
- 马切伊·拉塔伊 （政客， 前波兰众议院议长（英语：Marshal of the Sejm））
- 梅齐斯瓦夫·涅日亚尔科夫斯基（英语：Mieczysław Niedziałkowski） （波兰社会党政治家）
- 扬·波霍斯基（波兰语：Jan Pohoski） （战前的华沙副市长（英语：President of Warsaw））
- 卢多米尔·斯库热维奇（波兰语：Ludomir Skórewicz） （战前的华沙县县长 ）
- 海琳娜·亚罗谢维卓娃（波兰语：Halina Jaroszewiczowa） （政治家，前议员）
- Henryk Brun（实业家，前议员，波兰商人协会主席）
- 亚努什·库索欣斯基 （运动员，1932年夏季奥运会10000米长跑冠军 ）
- Feliks Zuber（运动员，“ 瓦索维亚人（英语：Warszawianka Warszawa） ”体育俱乐部副主席）
- 托马什·斯坦季耶维茨（英语：Tomasz Stankiewicz） （1924年夏季奥运会的场地自行车选手）
- Jan Wajzer（法学博士，但泽自由市波兰联盟秘书长）
- Stefan Kwiatkowski（初中和高中教师协会副主席）
- Władysław Diewiewłtowski-Gintowt，Tadeusz Fabiani，Edmund Grabowski，Czesław Jankowski，Stanisław Jezierski，Józef Krasuski，Jerzy Niżałowski，Józef Starzewski，Wacław Tyrchowski（律师）
- Stanisław Beer，Jadwiga Fuks，Maria Witkowska（画家）;
- Helena Łopuszańska（波兰语：Helena Łopuszańska）（女演员）
- Alicja Bełcikowska，Jan Bełcikowski，Grzegorz Krzeczkowski，Wojciech Kwasieborski，Tadeusz Lipkowski，Jan Werner（作家和出版商）

### 最后的处决

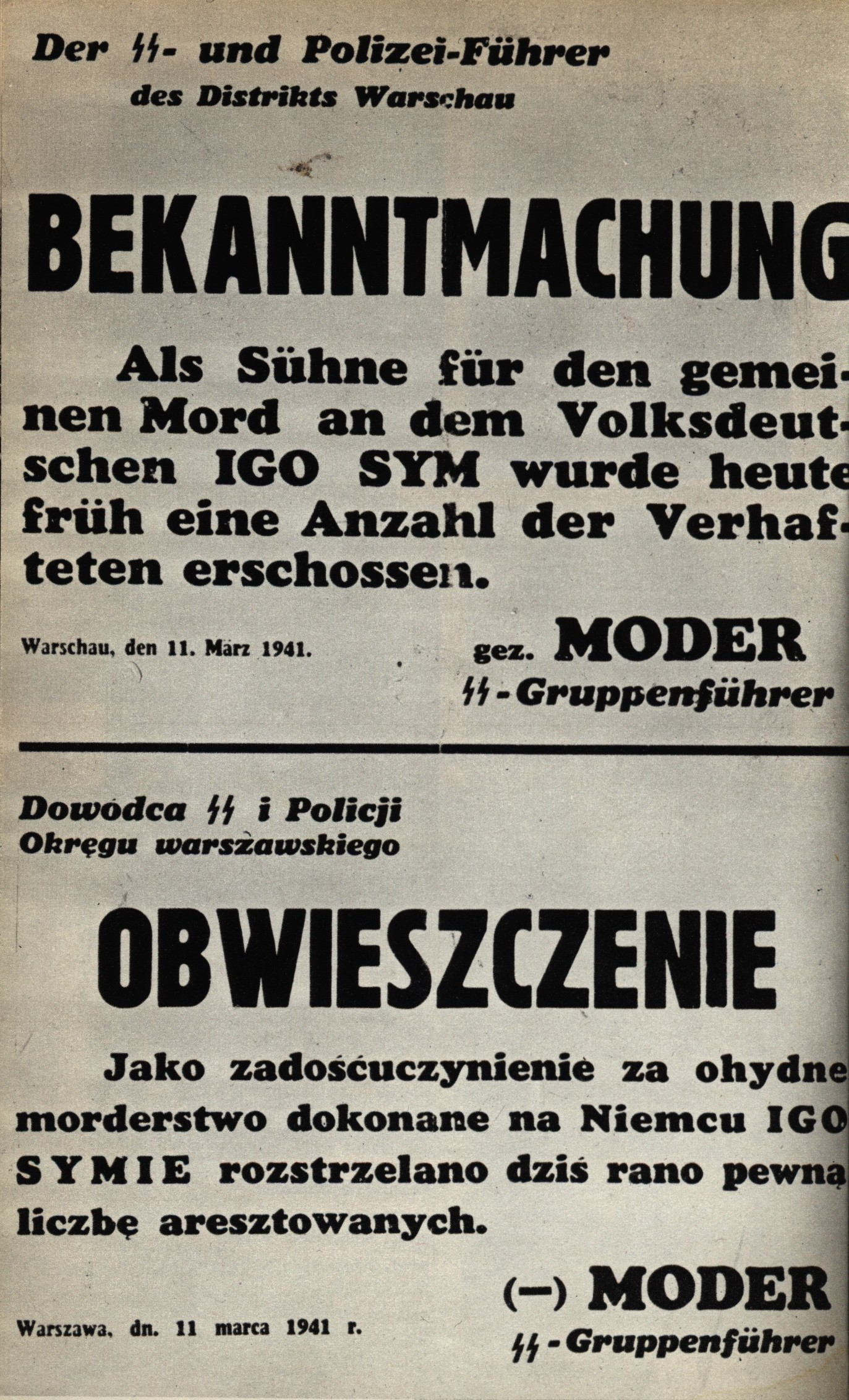
党卫队地区总队长保罗·莫德尔的公告宣布处决了“许多波兰人”，以报复纳粹勾结者伊戈·赛姆被害事件

1940年7月23日，总督汉斯·法郎克宣布AB行动正式结束。尽管如此，帕尔米里的大屠杀仍持续了一年多。1940年8月30日，至少有87人在森林空地被处决。受害者中有许多人是三个月前在弗沃黑區被捕的。
另一次大规模处决在1940年9月17日进行，约有200名来自帕夫亚科的囚犯（包括20名妇女）在帕尔米里附近的森林空地遇害。受害者包括：Tadeusz Panek 和 Zbigniew Wróblewski（律师），Zygmunt Sajna 牧师（古拉卡尔瓦里亚天主教教区牧师），Jadwiga Bogdziewicz 和 Jan Borski（记者）。根据Regina Domańska 的说法，这场大屠杀可能与华沙利沃夫斯卡街（Lwowska）的一家地下印刷厂被纳粹发现有关。
这是1940年在帕尔米里进行的最后一次已知的处决（至少有部分状况已知）。然而在战后的挖掘过程中，森林空地上发现了三座分别埋葬74具、28具和24具尸体的乱葬坑。可以肯定的是，其中前两座在1940年的冬天被用于行刑并被填平，而第三座可能在1939年或1940年的冬天被挖掘。波兰历史学家无法确定这几次屠杀的情况。根据Regina Domańska的说法，约有27名帕夫亚科囚犯于1940年12月4日在帕尔米里被处决。另外根据Maria Wardzyńska的说法，1940年冬天可能有多达260人在帕尔米里被杀害。
1941年3月7日，著名的纳粹勾结者和盖世太保特工，演员伊戈·赛姆被武装斗争联盟的士兵暗杀。为了报复，纳粹于四天后在帕尔米里处决了21名帕夫亚科囚犯。受害者包括斯特凡·科佩茨 （生物学家， 华沙大学教授）和卡齐米日·扎科泽夫斯基（历史学家，华沙大学教授）。
1941年4月1日，约有20名来自沃維奇的男子在帕尔米里被处决。受害者包括沃维奇的副市长Adolf Kutkowski.
另一次大屠杀于1941年6月12日进行，30名帕夫亚科囚犯（包括14名妇女）在帕尔米里遇害。受害者包括： 威托德·胡列维茨 （诗人和电台记者），斯坦尼斯瓦夫·皮亚谢斯基 （右翼政治家和文学评论家），Jerzy Szurig（律师， 工团主义者 ），Stanisław Marinowski（律师）.
帕尔米里的最后一次大规模处决是在1941年7月17日进行的，当时有47人被杀害，其中大部分是帕夫亚科的囚犯。受害者包括Zygmunt Dymek（记者和劳工活动家）和六名女性。
1941年7月17日之后，德国当局停止使用帕尔米里的森林空地作为大规模处决刑场。原因可能是他们意识到波兰的抵抗组织和平民都很清楚帕尔米里的情况。

## 纪念

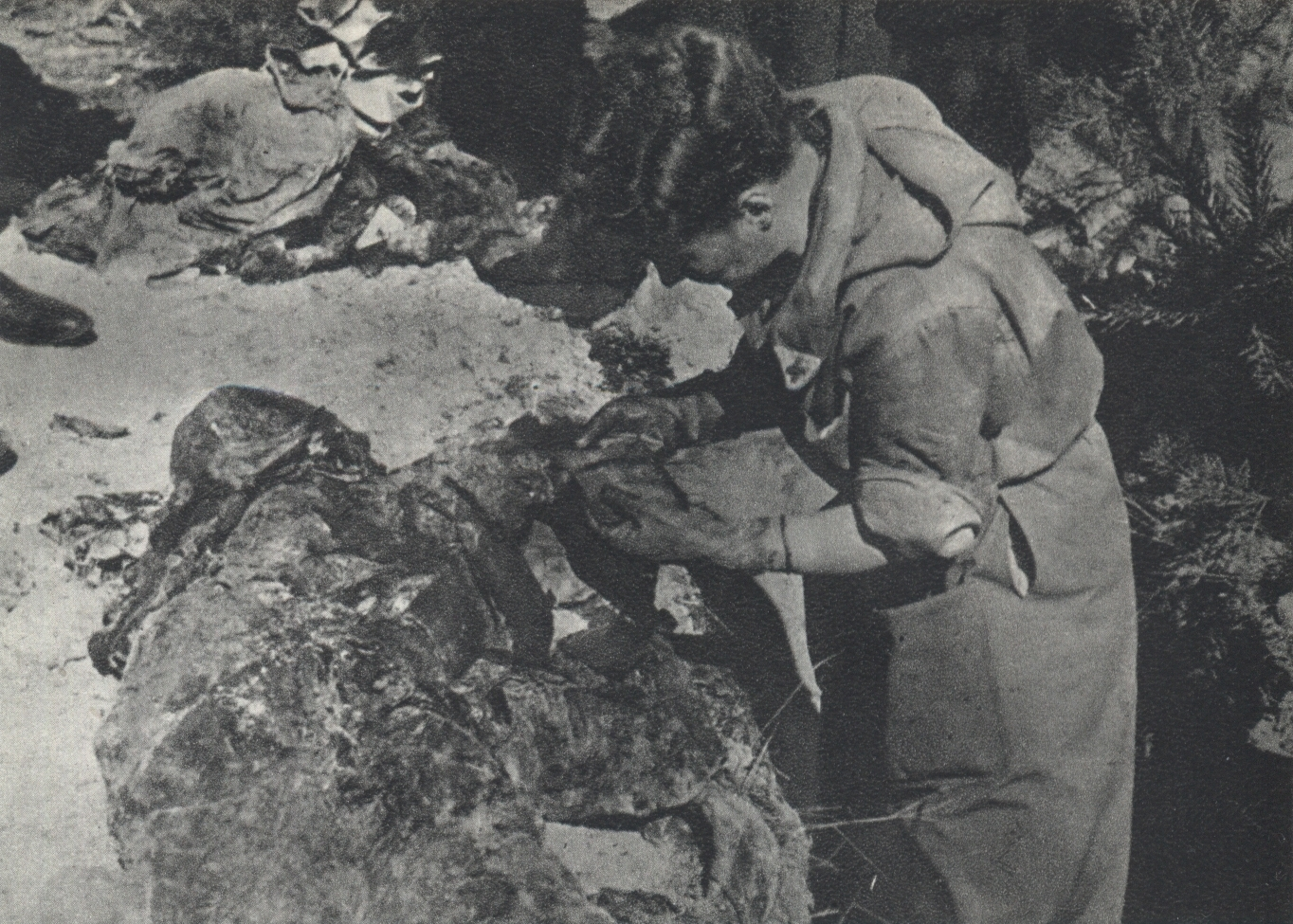
1946年对帕尔米里的尸体发掘

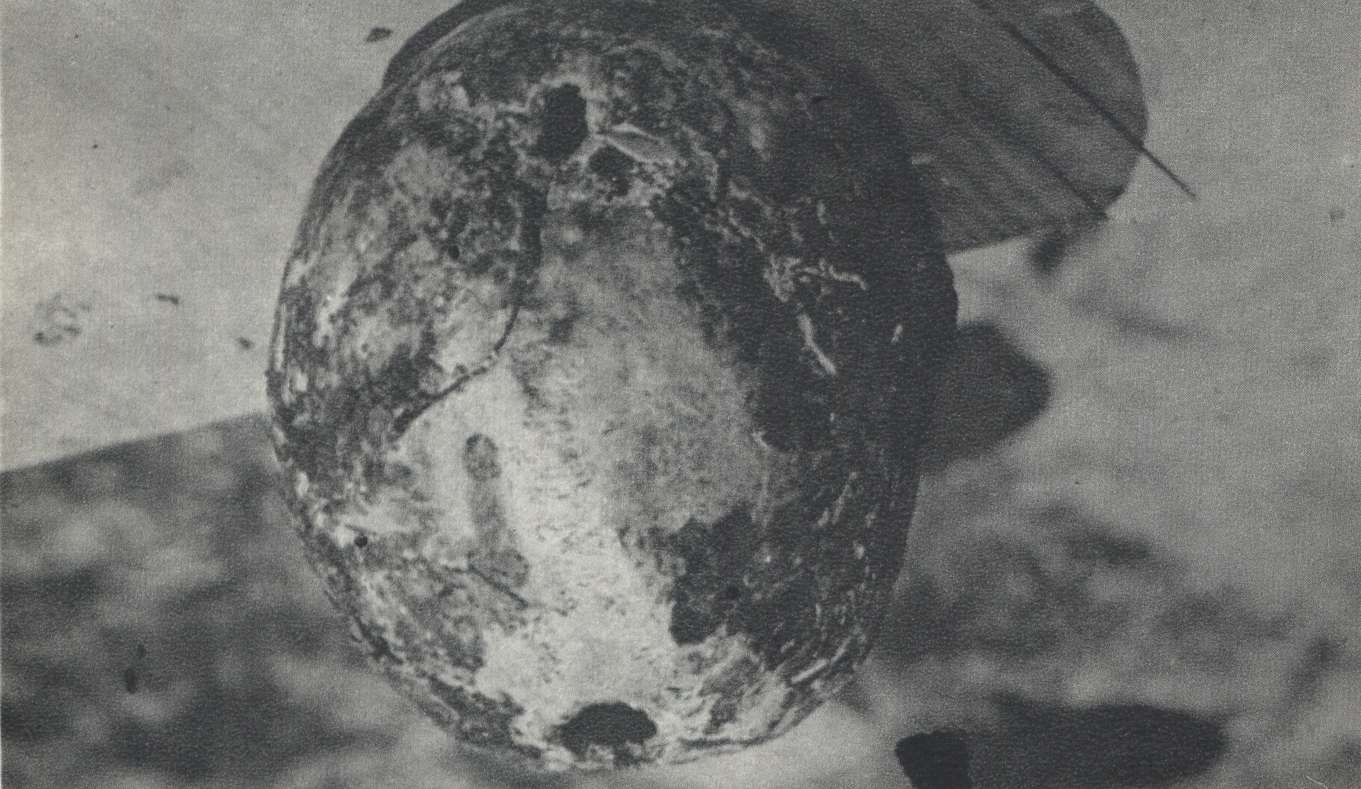
在万人坑发现的人类头骨。注意入口和出口枪伤。

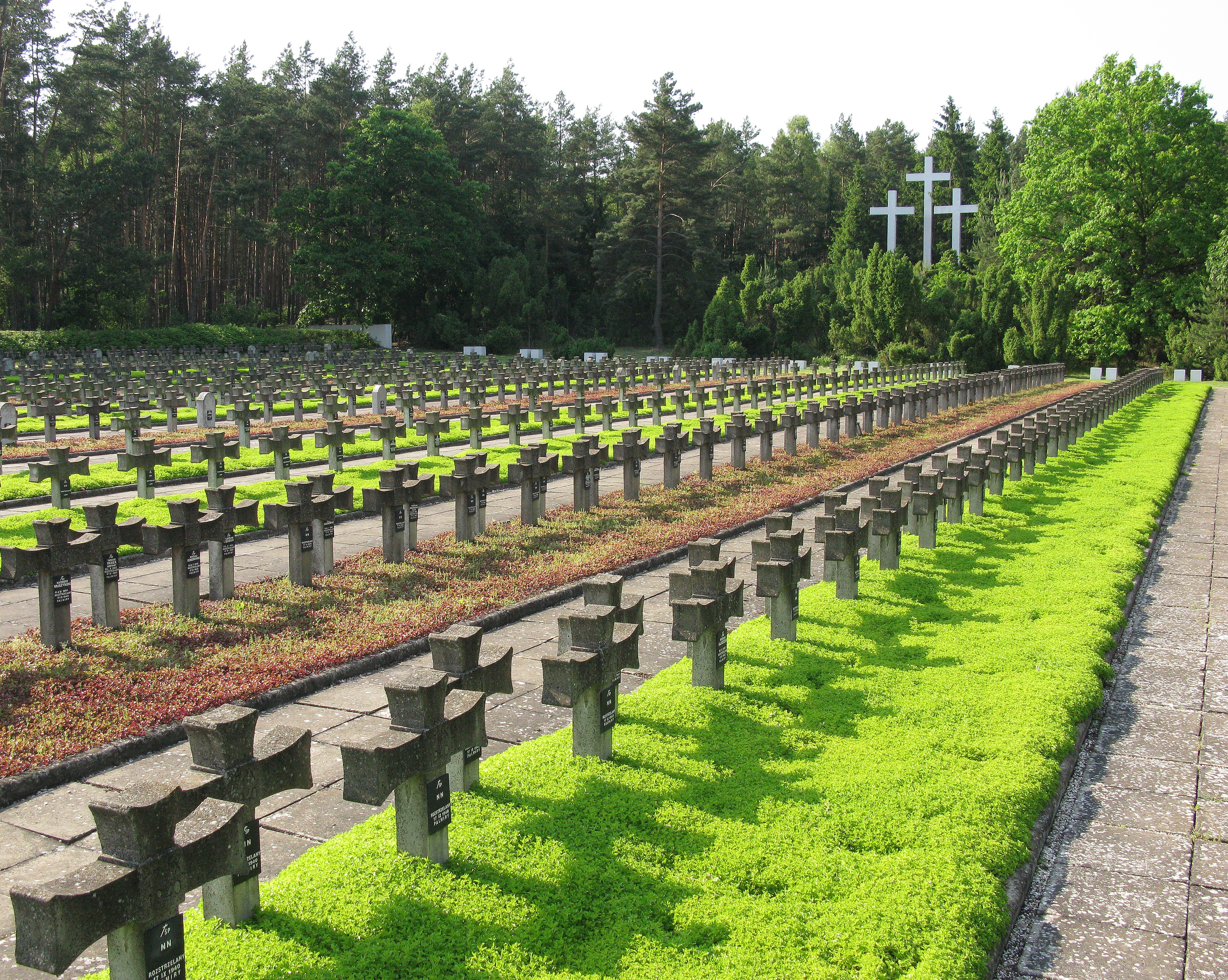
帕尔米里的公墓

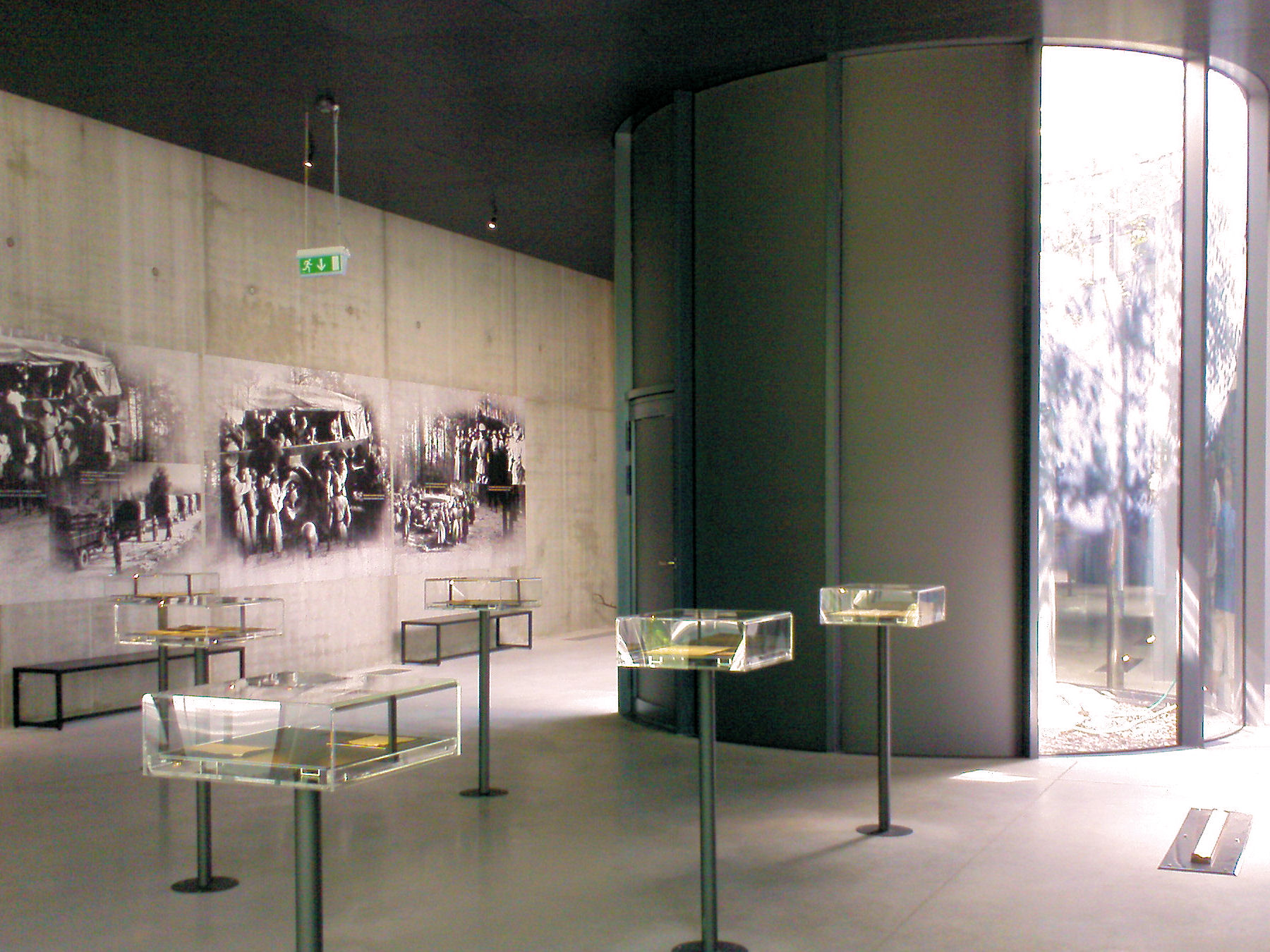
帕尔米里国家纪念博物馆的部分展品

战争结束后，波兰红十字会在波兰德国罪行调查委员会的支持下开始在帕尔米里的搜查和挖掘工作。发掘于1945年11月25日至12月6日期间进行，随后于1946年3月28日至初夏再次发掘。根据亚当·赫班斯基及其下属在战时对处决地点的标记，波兰调查人员找到了24个乱葬坑。调查人员总共挖掘出1700多具尸体，但只有576具尸体得到辨认。后来波兰历史学家又进一步确定了480名受害者的姓名。在帕尔米里附近的森林中可能还有未被发现的乱葬坑。
1948年，帕尔米里附近的林间空地被改造成战争公墓和陵墓。在所谓的“华沙死亡环”的其他一些处决地点发现的纳粹恐怖的受害者也被埋葬在帕尔米里公墓。总共约有2204人被埋葬在公墓。1973年，华沙博物馆下属的帕尔米里国家纪念博物馆在帕尔米里成立。
齐格蒙特·萨伊那神父（Zygmunt Sajna)于1940年9月17日在帕尔米里遇害，于1999年6月13日被教宗若望保祿二世宣福，被列为108名二战殉道者之一。卡齐米日·皮尼奥热克（Kazimierz Pieniążek，复活主义会众成员）是在帕尔米里大屠杀中遇害的另一名神职人员，被授予神仆头衔。目前他被作为波兰的122名二战时期殉道者之一，被列入1994年发起的宣福程序中。
正如理查德·卢卡斯（Richard C. Lukas）所说，帕尔米里大屠杀已成为发生在波兰的“最臭名昭著的大规模处决之一”。它也是波兰最著名的纳粹罪行之一。帕尔米里大屠杀与卡廷大屠杀一同成为第二次世界大战期间波兰知识分子殉难的象征。2011年，波兰总统布罗尼斯瓦夫·科莫罗夫斯基表示“帕尔米里在某种程度上可以说是华沙的卡廷大屠杀”。

## 正义
帕尔米里大屠杀的几名凶手被绳之以法。盟军部队在战后逮捕了1939年至1945年担任华沙地区的区长路德维希·费舍尔，以及在1939年至1941年担任华沙党卫队保安处和和安全警察司令的约瑟夫·迈辛格尔，并移交给波兰当局。对二人的审判发生在1946年12月17日至1947年2月24日之间。1947年3月3日，华沙最高国民法庭判处迈辛格和费舍尔死刑，随即在3月7日和8日在莫科图夫监狱分别对二人实施绞刑。
保罗·莫德尔在1940至1941年间担任华沙地区党卫队和警察司令，1942年2月在东线战场阵亡。

## 注解
1. ↑  在第二次世界大战之前，大约有40%的波兰大学生和学术讲师生活在华沙。该市共有900座各式各样的学校和学院，以及大约200座博物馆、档案馆、图书馆、剧院和电影院。全波兰的报纸和杂志中约有半数是在华沙印刷的。参见： Bartoszewski (1970), pp. 39–40.
2. ↑  德国占领波兰后，波兰众议院的建筑被改建成秩序警察部队的营房。
3. ↑  其中一些照片被包含在题为《全面恐怖：苦刑柱上的波兰》（Totaler Terror. Polen am Marterpfahl）的小册子中，1943年由波兰地下国出版。小册子以德语写作，以针对驻扎在波兰的德国士兵。
4. ↑  意为“平定特别行动”
5. ↑  包括 Lasy Chojnowskie, Laski, Łuże, Szwedzkie Góry, Wólka Węglowa 等地。

## 脚注
1. 1 2  Lukas (2004), p. 70.
2. ↑  Dunin-Wąsowicz (1984), p. 5.
3. ↑  Bartoszewski (1970), p. 442.
4. ↑  Bartoszewski (1970), p.39-40.
5. 1 2  Wardzyńska (2009), p.240.
6. ↑  Bartoszewski (1976), p. 15.
7. ↑  Wardzyńska (2009), p.241-242.
8. ↑  Bartoszewski (1970), p.64.
9. ↑  Böhler，Mallmann，Matthäus (2009), p.89.
10. ↑  Bartoszewski (1970), p.64-65.
11. 1 2 3 4  Bartoszewski (1970), p.66.
12. 1 2 3  Bartoszewski (1970), p.65.
13. ↑  Domańska (1978), p.27.
14. 1 2  Bartoszewski (1970), p. 112.
15. ↑  Bartoszewski (1976), p.22.
16. ↑  Domańska (1978), p.58.
17. 1 2  Wardzyńska (2009), p.242.
18. ↑  Bartoszewski (1970), p.67-68.
19. 1 2  Bartoszewski (1970), p.68.
20. 1 2 3  Wardzyńska (2009), p.244.
21. ↑  Bartoszewski (1970), p.73.
22. ↑  Bartoszewski (1970), p.74.
23. ↑  Domańska (1978), p.44.
24. ↑  Bartoszewski (1970), p.78-79.
25. ↑  Bartoszewski (1970), p.76-77.
26. ↑  Bartoszewski (1970), p.445.
27. ↑  Wardzyńska (2009), p.243.
28. ↑  Bartoszewski (1970), p.60-62.
29. ↑  Mańkowski (1992), p.10-12.
30. ↑  Mańkowski (1992), p.13.
31. ↑  Rozett＆Spector (2013), p.101.
32. ↑  Mańkowski (1992), p.21.
33. ↑  Mańkowski (1992), p.24.
34. ↑  Bartoszewski (1970), p.80.
35. ↑  Bartoszewski (1976), p.39.
36. ↑  Bartoszewski (1970), p.83-94.
37. ↑  Wardzyńska (2009年), p.262-263.
38. ↑  Bartoszewski (1970), p.94.
39. ↑  Wardzyńska (2009), p.263.
40. ↑  Domańska (1978), p.93.
41. ↑  Bartoszewski (1976), p.102-104.
42. ↑  Domańska (1978), p.113.
43. ↑  Wardzyńska (2009), p.263-264.
44. ↑  Bartoszewski (1970), p.105.
45. ↑  Domańska (1978), p.138.
46. ↑  Bartoszewski (1970), p.108.
47. ↑  Bartoszewski (1970), p.109.
48. ↑  Domańska (1978), p.158.
49. ↑  Bartoszewski (1976), p.66-67.
50. ↑  Bartoszewski (1970), p.113.
51. 1 2  Misiak (2006), p.6-7.
52. ↑  Bartoszewski (1976), p.7.
53. ↑  Stelmasiak (2008)
54. 1 2  Świątkiewicz (2015)
55. ↑  .   [2019-03-05]. （原始内容存档于2017-06-14）.
56. ↑  Sierchuła & Muszyński (2008), p.I.
57. ↑  . President of the Polish Republic. 31 March 2011  [23 April 2015]. （原始内容存档于May 18, 2015） （波兰语）.
58. ↑  Bartoszewski (1970), p.54,423.
59. ↑  Bartoszewski (1970), p.424.